# Hermann Schlegel
Hermann Schlegel (ur. 10 czerwca 1804, zm. 17 stycznia 1884) – niemiecki ornitolog.

## Wczesne życie i edukacja
Schlegel urodził się Altenburgu. Jego ojciec kolekcjonował motyle, co sprawiło, że zainteresował się historią naturalną. Przypadkowe odkrycie gniazda myszołowa rozpoczęło jego fascynację ptakami.
Schlegel początkowo pracował razem z ojcem, ale szybko zrezygnował z tej współpracy. W 1824 wyjechał do Wiednia, gdzie, na uniwersytecie, zetknął się z pracami Leopolda Fitzingera i Johanna Jakoba Heckla. Dzięki listowi polecającemu od Christiana Ludwiga Brehma zdobył posadę w Naturhistorisches Museum.

## Kariera ornitologa
Rok po przyjeździe Schlegla dyrektor muzeum – Carl Franz Anton Ritter von Schreibers zarekomendował go Coenraadowi Jacobowi Temminckowi, dyrektorowi muzeum historii naturalnej w Lejdzie, który szukał asystenta. Początkowo Schlegel pracował głównie przy kolekcji gadów, ale stopniowo zaczął badać także inne gromady zwierząt. W tym czasie Schlegel spotkał także Philippa Franza von Siebolda, z którym stworzył dzieło Fauna Japonica (1845–1850).

## Dyrektor muzeum historii naturalnej
W 1858, kiedy zmarł Temminck, Schlegel zastąpił go na stanowisku dyrektora muzeum. Podczas pełnienia urzędu zorganizował wyprawy badawcze do Chin i Nowej Gwinei. Asystentem Schlegla był młody biolog Otto Finsch.
W tym czasie Schlegel publikował swoje artykuły w Notes from the Leyden Museum, a także napisał 14-tomowe dzieło Muséum d’histoire naturelle des Pays-Bas (1862–1880). Podczas pracy zatrudniał trzech znanych ilustratorów: Johna Gerrarda Keulemansa, Josepha Smita i Josepha Wolfa.
Koniec życia był dla Schlegla trudny: jego żona zmarła w 1864, Finsch przeniósł się do muzeum historii naturalnej w Bremie, a kolekcja Muzeum Brytyjskiego zaczęła przyćmiewać zbiory zebrane w Lejdzie.
Był członkiem Królewskiej Holenderskiej Akademii Sztuk i Nauk. 